# Jill Sudduth
Jill Sudduth, född den 9 september 1971 i Baltimore, USA, är en amerikansk konstsimmare.
Hon tog OS-guld i lagtävlingen i konstsim i samband med de olympiska konstsimstävlingarna 1996 i Atlanta.